# 儒服

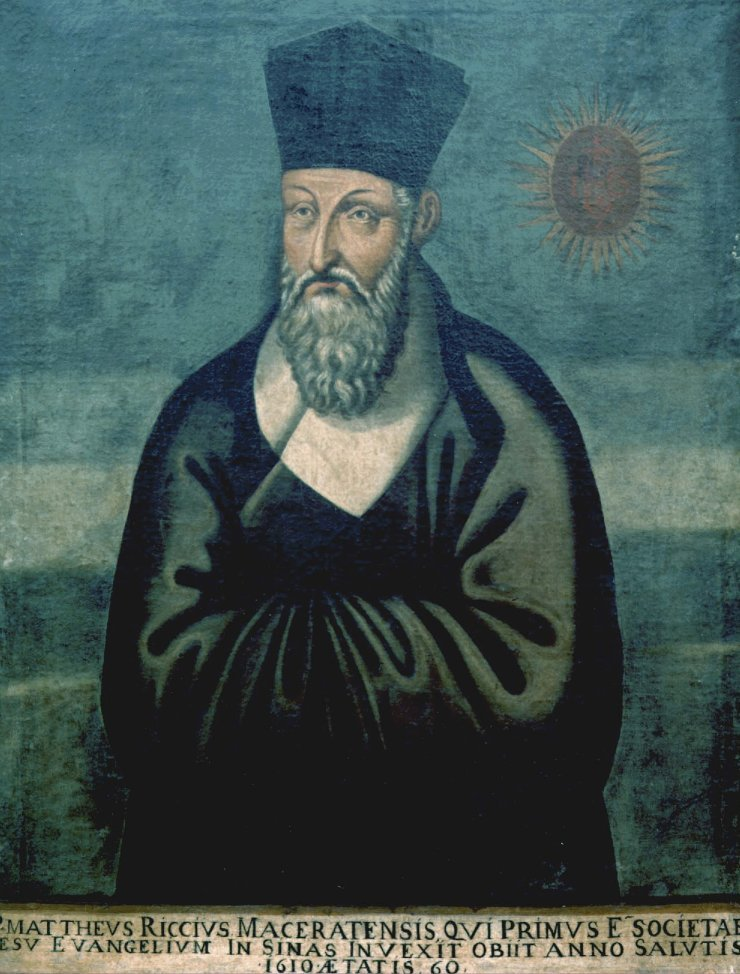
意大利传教士利玛窦身穿儒服的画像。

儒服是中國古代儒士所穿的服飾，峨冠博带，风度翩翩。但孔子卻表示：“丘聞之也，君子之學也博，其服也鄉，丘不知儒服。”